# 赫尔曼·马斯
赫尔曼·马斯（Hermann Maaß，1897年10月23日—1944年10月20日）是一位德国反纳粹抵抗运动成员。施陶芬贝格刺杀希特勒（7月20日密谋案）失败后，马斯于1944.年8月8日被捕，被关入拉文斯布吕克集中营。他隨後在人民法院上受审。1944年10月20日，马斯被判处死刑，並於当日下午3:40在普勒岑湖監獄被处决。